# Chris Thompson
Chris Thompson, född 17 april 1981, är en brittisk friidrottare som tävlar i långdistanslöpning.